# Charles Januarius Acton
Charles Januarius Acton, angleški rimskokatoliški duhovnik in kardinal, * 6. marec 1803, Neapelj, † 23. junij 1847, Neapelj.

## Življenjepis
18. februarja 1839 je bil povzdignjen v kardinala in pectore.
24. januarja 1842 je bil ponovno povzdignjen v kardinala in imenovan za kardinal-duhovnika Santa Maria della Pace; 21. decembra 1846 je bil imenovan še za kardinal-duhovnika Bazilike svetega Marka v Rimu.